# Коло (Војводство великопољско)
Коло (пољ. Koło) је град у Пољској у Војводству великопољском. По подацима из 2012. године број становника у месту је био 23.064.

## Становништво
| 2012.  |
| ------ |
| 23.064 |

## Партнерски градови
- Рајнбек